# Entrégate (canción de Moderatto)
«Entrégate» es una canción interpretada por la banda mexicana de glam rock Moderatto, que fue lanzada para su sexto álbum de estudio titulado Carisma (2012), el cual fue lanzado como el sencillo principal del álbum en junio del 2012. La canción fue escrita por Jay de la Cueva integrante de la agrupación.

## Vídeoclip
Fue filmado en el año 2012 y se publicó en YouTube en junio de ese mismo año. Se muestra a la agrupación cantando en estadio de una pista de carreras.

## Lista de canciones

### Promo CD[7][8]
| Entrégate — Single |             |          |  |
| N.º                | Título      | Duración |  |
| 1.                 | «Entrégate» | 3:31     |  |

## Posicionamiento en listas
| Año  | Lista  | Posición |
| ---- | ------ | -------- |
| 2012 | Los 40 | 28       |